# Mark Thomas Miller
Mark Thomas Miller (* 3. Mai 1960 in Louisville, Kentucky) ist ein US-amerikanischer Schauspieler.

## Leben
Miller wurde als Sohn eines Getreidehändlers und einer Malerin in Louisville geboren. Er wuchs hauptsächlich in Glen Ellyn auf. Sein erstes Geld verdiente er als Türsteher in New York, unter anderem auch im Studio 54. Um 1983 zog er nach Los Angeles, wo er als Bodyguard für Van Halen arbeitete.
1985 erhielt er eine der Hauptrollen in der Fernsehserie Die Spezialisten unterwegs. Nach Absetzung der Serie erhielt er noch einige Gastauftritte in einigen Serien und war gelegentlich in Filmen zu sehen. Im Fernsehfilm Elvis und ich übernahm er 1988 die Rolle des Jerry Schilling. Nachdem Miller kaum noch Rollenangebote erhalten hatte, versuchte er sich als Komiker, hatte aber wenig Erfolg damit. Zeitgleich begann er, Sketche für Saturday Night Live und MADtv zu schreiben, von denen letztendlich nur wenige verwendet wurden. Daher zog er sich weitgehend aus dem Showgeschäft zurück und trat nur noch sporadisch als Schauspieler in Erscheinung.
Um seinen Lebensunterhalt finanzieren zu können, arbeitete er zwischen 1991 und 2003 als Bauunternehmer und spezialisierte sich dabei auf behindertengerechte Wohnungen. Anschließend gründete er eine Firma für Produktentwicklung, die sich hauptsächlich mit dem Design von Alltagsprodukten beschäftigt. Nebenbei arbeitet er als Rettungstaucher.
Aus seiner 2006 geschlossenen Ehe gingen zwei Kinder hervor. Die Familie lebt in Los Angeles.

## Filmografie
- 1983: Trauma Center (Fernsehserie, Episode 1x02)
- 1985–1986: Die Spezialisten unterwegs (Misfits of Science, Fernsehserie, 16 Episoden)
- 1986: Ein total verrückter Trip (Blue de Ville, Fernsehfilm)
- 1988: Elvis und ich (Elvis and Me, Fernsehfilm)
- 1988: Highwayman (The Highwayman, Fernsehserie, Episode 1x09)
- 1988: Sheriff gesucht (Desert Rats, Fernsehfilm)
- 1988: Sonny Spoon (Fernsehserie, Episode 2x02)
- 1989: Jesse aus dem All (Hard Time on Planet Earth, Fernsehserie, Episode 1x06)
- 1990: Alien Nation (Fernsehserie, Episode 1x13)
- 1990: Die Spur des Todes (Revealing Evidence: Stalking the Honolulu Strangler, Fernsehfilm)
- 1990: Ski School
- 1991: Mom
- 1991: P.S.I. Luv U (Fernsehserie, Episode 1x04)
- 1996: Palm Beach-Duo (Silk Stalkings, Fernsehserie, Episode 5x15)
- 1996: The Last Frontier (Fernsehserie, Episode 1x02)
- 2000: L.A. 7 (Fernsehserie, Episode 2x10)
- 2006: The Enigma with a Stigma